# Gala dos Pequenos Cantores da Figueira da Foz
A Gala Internacional dos Pequenos Cantores da Figueira da Foz é um festival infantil de música realizado a partir de setembro de 1979, ano internacional da criança, na Figueira da Foz, Portugal. Nela já participaram concorrentes oriundos de 40 países espalhados pelos vários continentes. A gala foi inicialmete promovida pela Câmara Municipal da Figueira da Foz, Região de Turismo do Centro e Sociedade Figueira-Praia. Esteve parada a partir de 2002, tendo regressado em 2013.

## Historial
O primeiro festival foi idealizado por Sansão Coelho e apresentado pelo mesmo em conjunto com Teresa Cruz. Concorreram crianças de Portugal,  Inglaterra, União Soviética, Polónia, Bulgária, Jugoslávia e Israel.
- 1979 - Israel foi o pais vencedor, representado por Marina Feyngold, que levou a Traineira de Prata pela sua interpretação de "Papá Popeye". A vencedora nacional foi Maria Armanda (Lisboa).[4] A canção "Eu vi um sapo" interpretada pelo Coro Infantil de Santo Amaro de Oeiras venceu o prémio de melhor letra.[1] A Melhor música foi "O Cuco Maluco", de Maria Aida Cordeiro, interpretado por Anabela Quipa. Outros concorrentes dessa primeira edição foram Rita Poeira, As Gémeas, Stella e Marcella, Brian Peter, etc.
- 1980 - A vencedora absoluta da 2ª edição foi a polaca Joana Berner. Ana Rita (Figueira da Foz) foi a vencedora nacional com o "Meu Ursinho". O prémio da Melhor Voz Nacional foi para Pedro Couceiro com "Eu já Namoro". Outros nomes concorrentes foram Tânia Isabel  e Andreia.
- 1981 - Carlos Almeida (São Tomé e Principe) foi o vencedor absoluto com "Cantemos de Alegria". Isabel Patrícia, de Rio Tinto, fez sucesso com os temas "Rock da Pequenada" e "Assim Me Diz A Minha Avó". O prémio de melhor música foi para "Dança do Canguru" de José Gonçalo. Outros nomes concorrentes foram Rita Poeira, A Malta, Alexandra Abanina (URSS).
- 1982 - A vencedora absoluta da 4ª edição foi Belinda Teresa (Vila Nova de Gaia) que encantou com os seus "Beijinhos" da autoria de Resende Dias. O tema também venceu o prémio de melhor letra. Pedro Alexandre Almeida ganhou o prémio de melhor canção infantil com o tema "Mestre Grilo", letra da autoria de Rodrigues Canedo e música de Maria da Luz Castro e Silva. A vencedora estrangeira foi Teodora Christova da Bulgária.
- 1983 - João Nuno Salvado foi o vencedor absoluto da V edição cantando "Atchim". O Brasil concorre pela primeira vez. A vencedora estrangeira foi Sindatche Almeida da Guiné Bissau.
- 1984 - Maria João e Ana Clode foram as vencedoras da VI Gala. A vencedora estrangeira foi Aldina Freire de Carvalho (Titita) de Cabo Verde com "Tempu Sabi, Tempu di Mininu". A gala foi nos dias 7 e 8 de julho de 1984.[5]
- 1985 - O Brasil venceu neste ano, representado por Patrícia Azevedo do grupo Trem da Alegria. Outras vencedoras foram as irmãs Sanna e Linn. A vencedora nacional foi Diana Paula. Melhor música para "Dia de Festa" interpretado por Nuno Miguel e da autoria de Carlos Paião. Melhor letra para "Meu Cavalo de Nuvem" interpretado por Cláudia Patrícia e Turma dos Borrachinhos.
- 1986 - Na 8ª edição do festival venceu o Brasil a nível internacional, através de Tiago Luz, de 8 anos, que venceu com "Atrás da Montanha", da autoria de Gerson Fisbein. A nível nacional vence o açoriano Paulo Jorge Furtado, de 5 anos, com o tema "Gosto da Escola", da autoria de Victor Rodrigues.
- 1987 - O grupo de Macau com a canção "Primavera" foi o vencedor absoluto da 9ª edição. Aleksander Kamaranev, da Bulgária, com "O vento Leva os Flocos de Neve" foi o melhor concorrente internacional. Melhor música para "Quem Ama Não Destrói" de Migu e a melhor canção nacional, "Baloiço", era da autoria de Bernardete Falcão (música) e de Carlos Gonçalves (letra).
- 1988 - O brasileiro Ebano Guiraud foi o vencedor na área internacional, entre vinte países inscritos.
- 1989 - "O desporto dá Saúde" da Turma Perlimpimpim venceu o prémio de canção recomendada para crianças.
- 1990 - Petra Camacho (Madeira) foi a vencedora absoluta da 12ª edição da Gala Internacional dos Pequenos Cantores da Figueira da Foz com a canção "Macaco de Imitação". A canção recebeu também o prémio da melhor canção recomendada para crianças.
- 1991 - A vencedora foi Ana Cidalina (Anita), com "A Zanga do Abecedário".
- 1992 - Venceu Susana Coelho com "Canção de Festa", letra e música de Júlia Babo. As Kikas (Liliana e Vanessa) venceram com "O Nosso Rock" de Tony Lemos e Manuel Guimarães.
- 1993 - A vencedora absoluta foi Sarah Pacheco, a representante do Canadá. Fábio Pascoal concorreu com a canção "O Recado da mamã" com letra de Ilda Ventura e música de Benny Pascoal. Olinda Moriano defendeu duas canções de Armindo oliveira. A canção "Direitos de uma criança" foi agraciada com o prémio de melhor texto.
- 1994 - A melhor música foi para Nuno Roque de 6 anos com "O Meu Cavalo Bonito" de Tony Lemos e Manuel Guimarães, numa Gala que foi apresentada por Ana Marques da SIC.
- 1999 - A vencedora absoluta foi Nádia Mendes (Mem Martins) com "Um Tic-Tac Igualzinho Ao Teu" da autoria de Migu. Foi transmitido pela SIC e teve apresentação de José Figueiras.
- 2000 - Venceu a concorrente da Estónia.
- Artur Jordão recebeu prémios de "Canção Recomendada Para Crianças" nas edições de 1999 e 2000.
- 2001 - venceu Ana Rita Monteiro de Felgueiras. Quanto aos vencedores estrangeiros foram a Hungria, David Gyore e o tema "Have you heard about it, e a Croácia com Dino Jesusic e "New millennium Kid". A canção recomendada para crianças foi interpretada pelo João Miguel Gago (Ameixoeira, Lisboa) - "Só quem ama sabe viver". Melhor letra para "Menina da Ilha" interpretada por Carina Couto (Açores).
- 2002 - vencedores: Estrangeiro - "Pais Tropical" - Carmen Aguiar, Eugénia e Gerardito (Venezuela); Nacional - "Quando Eu For Grande..."  - Bárbara Lais (açores). A apresentação foi de Cristiana Neves.
- 2013 - As vencedoras nacionais ex aequo foram Beatriz Martinho da Ilha da Madeira com a música "Gira Carrossel", com letra de Maria Santos e música de Margarida Santos e Catarina Santos, e Juliana Domingues, da Figueira da Foz, com a canção "A casa da quinta amarela", com letra e música de Ana Rita Gomes e Ana Paula Faria.  A vencedora estrangeira foi Sasha Alhinho, de Cabo Verde com Mnine d'rua ma mim", com letra e música de Arlindo Évora. O prémio de melhor letra ex-aequo foi atribuído à canção "O livro", com letra e música de João Paulo Costa e à canção "A casa da quinta amarela", canção esta que também venceu o prémio de melhor música. O prémio "Canção recomendada para crianças" foi para a canção "O meu mundo", interpretada por Maria Inês Gonçalves, com letra e música de Ana Rita Gomes e João Paulo Faria Catarina Santos.
- 2014 - a vencedora nacional foi a Natacha Aguiar com a canção “O Avô campeão” com música de Maria José Abreu Ferreira, que também venceu melhor música. O prémio de melhor letra foi atribuído a Alda Margarida Resendes Pereira com a canção "AEIOU". Os vencedores estrangeiros ex aequo foram: Cindy Molkens Romualdo Apolinário, de Cabo Verde, com a canção “Olá Meninos”, com letra e música de Homero Soares Melo Andrade, e Carina Valeria Badia, da Ucrânia, com a canção” Arco Íris”, com letra e música de Natalia Mai.
- 2015 - Beatriz Martinho volta a ganhar, desta vez com "Ginasticar". Esta canção, de Carolina Caires, foi também premiada como a melhor música desta edição. A melhor letra foi atribuída a Ana Cristina Videira, autora de “O Livro”. Das atuações internacionais, a vencedora foi Triinu Sepp, de 7 anos, natural da Estónia, que interpretou o original “Flöödina helisev viis”, com música de Erki Sepp e letra de Kaari Sillamaa.
- 2016 - Júlia Ochoa foi a vencedora nacional com a canção "Como é bom sonhar", com música de Márcio Faria e letra de Adriana Faria. O Prémio de Melhor Música foi atribuído a João Paulo Martins Faria da Silva, com a canção “Super-heróis”, que foi interpretada por Cristiana Santos. O Prémio de Melhor Letra foi para a canção “O Tio Mário Lindolfo”, com letra de Victor Caires e de Carolina Caires, interpretada por Inês Perdigão. Indya Rosário, de Cabo Verde, foi a vencedora estrangeira com a canção "Doce Guerra", com música e letra de Euclides Correia e Silva.
- 2017 - Andreia Santos, da Figueira da Foz, foi a vencedora nacional com a canção "O Meu Mundo", com letra de Rui Santos e música de Emanuel Martins e Silva. O Prémio de Melhor Música foi atribuído a Anabela Gonçalves Bastos, com a canção “Mundo Escuta a Razão", que foi interpretada pela sua neta Inês Nunes. O Prémio de Melhor Letra foi para a canção "Olá Pitanga", com letra de Carolina Caires e interpretada por Iara Almas. Samuel Szabó, da Eslováquia, foi a vencedora estrangeira com a canção "De Trencín Eu Tenho", uma canção popular.